# Eetion
Eetion (altgriechisch Ἠετίων Ēetíōn) ist in der griechischen Mythologie König der Kilikes mit Residenz in Thebe in Mysien.
In Homers Ilias ist er der Vater von Andromache, der Gattin von Hektor, und von sieben Söhnen. Eetion und seine Söhne werden von Achilleus getötet, als dieser Thebe erobert, seine Gattin wird entführt und gegen ein Lösegeld wieder freigelassen, jedoch wird sie von einem Pfeil der Artemis getötet. Achilleus achtete Eetion hoch genug, um ihn mitsamt seinen Waffen zu verbrennen und die Asche auf einem Berg zu bestatten. Auf dem Grab errichtete er Eetion zu Ehren ein Denkmal, auf das die Oreaden Ulmen pflanzten.
Die Geschichte wird von Andromache in einer Abschiedsszene erzählt, zur Zeit der Iliashandlung liegt das Geschehen bereits in der Vergangenheit. Von weiterer Bedeutung in der Ilias sind einige von Eetions Besitztümern, die Achilleus bei der Erstürmung von Thebe an sich brachte:
- eine eiserne Wurfscheibe, die von Achilleus bei den Leichenspielen des Patroklos als Preis ausgelobt und von Polypoites gewonnen wird.[5]
- das Pferd Pedasos, das mit Achilleus unsterblichen Pferden Xanthos und Balios im gleichen Geschirr eingespannt mit diesen Schritt hält.[6]
- eine Phorminx mit silberner Stege, mit der Achilleus seine Gesänge begleitet.[7]

## Nachweise
1. ↑  Homer, Ilias 1,366
2. ↑  Homer, Ilias 6,396
3. ↑  Homer, Ilias 6,421 ff.
4. ↑  Homer, Ilias 6,417 ff.
5. ↑  Homer, Ilias 23,836 ff.
6. ↑  Homer, Ilias 16,153 ff.
7. ↑  Homer, Ilias 9,186 ff.